# Michael Curtiz
Michael Curtiz (oprindeligt Manó Kertész Kaminer) (født 24. december 1886 i Budapest, Ungarn, død 10. april 1962 i Hollywood) var en ungarsk-amerikansk filminstruktør. Han blev kendt for en række film med Errol Flynn i hovedrollen op gennem 1930'erne, men huskes nok bedst for filmen Casablanca fra 1942.
Curtiz nåede at instruere mere end 150 film, heriblandt klassikere som Mystery of the Wax Museum (1933), Captain Blood (1935), Angels with Dirty Faces (1938), Dodge City (1939), The Adventures of Robin Hood (1938), The Sea Hawk (1940), Yankee Doodle Dandy (1942), Mildred Pierce (1945), White Christmas (1954) med Bing Crosby, og King Creole (1958) med Elvis Presley.
Tidligt i karrieren kaldte han sig Miháli Kertész og arbejde bl.a. et halvt år i Danmark, hvor han nåede at medvirke i storfilmen Atlantis (1913). Han døde af kræft 10. april 1962.

## Hæder
Michael Curtiz har fået en stjerne på Hollywoods Walk of Fame. Den ligger i fortovet ud for Hollywood Boulevard 6640.
Han modtog en Oscar for bedste instruktør for Casablanca.